# Korytnica (jezioro)
Korytnica – jezioro w woj. zachodniopomorskim, w powiecie choszczeńskim, w gminie Drawno, leżące na terenie (Równiny Drawskiej – Puszczy Drawskiej).
Zasilane przez rzeki Korytnicę i Kamionkę.
Otoczone w większości powierzchniami leśnymi. Linia brzegowa sucha, porośnięta szuwarami, występują dość wysokie skarpy. Dno często muliste. Na wodzie unoszą się grążele i grzybienie. W Nowej Korytnicy znajduje się pole biwakowe z pomostami dla letników i wędkarzy.

## Dane morfometryczne
Powierzchnia zwierciadła wody według różnych źródeł wynosi od 97,5 ha przez 100,0 ha do 111,3 ha.
Zwierciadło wody położone jest na wysokości 77,7 m n.p.m. lub 77,8 m n.p.m. Średnia głębokość jeziora wynosi 2,4 m, natomiast głębokość maksymalna 4,7 m.
Na podstawie badań przeprowadzonych w 2002 roku wody jeziora zaliczono do III klasy czystości.

## Hydronimia
Według urzędowego spisu opracowanego przez Komisję Nazw Miejscowości i Obiektów Fizjograficznych (KNMiOF) nazwa tego jeziora to Korytnica. W różnych publikacjach i na mapach topograficznych jezioro to występuje pod nazwą Nowa Korytnica.